# Famille Senigaglia
La famille Senigaglia (ou Sinigaglia, comme certaines branches de la famille ont décidé de s'appeler successivement) est une famille juive italienne très ancienne, dont les origines remontent à 800 ans en arrière, entre le Haut Moyen Âge et la Renaissance.

## Origines

### Peut-être une origine espagnole
La théorie d'une origine espagnole dérive de l'hypothèse que la famille fuit l'Espagne à cause de l'Inquisition. Toutefois, elle était déjà établie en Italie 22 ans avant 1492 (année de l'expulsion d'Espagne), probablement à Senigallia. Mis à part le problème de date, il semble également difficile de croire que des familles fuyant la Sainte Inquisition et le Vatican se rendent dans une ville pratiquement gouvernée par le pape lui-même, que ce soit Alexandre VI, de la famille Borgia d'origine espagnole, ou Jules II des Della Rovere.

### Une possible origine romaine
Une autre théorie plus crédible revendique une origine romaine.
Le quatrième concile du Latran établissait en 1215 que :
Canon 67. Les juifs et l'usure excessive.
Plus la religion chrétienne s’efforce de rejeter les pratiques usuraires, plus celles-ci se répandent avec perfidie chez les juifs: ils sont en passe d’épuiser à bref délai les richesses des chrétiens. Nous entendons en nos régions aider les chrétiens à échapper aux sévices des juifs; nous statuons donc ceci par décret synodal: si à l’avenir, sous quelque prétexte, les juifs extorquent des intérêts usuraires aux chrétiens, tout commerce entre juifs et chrétiens devra cesser jusqu’à juste réparation des graves préjudices infligés. Les chrétiens eux-mêmes, si nécessaire, seront contraints par censure ecclésiastique sans appel de cesser tout commerce avec eux. Nous enjoignons toutefois aux princes d’épargner à cet égard les chrétiens en s’appliquant plutôt à détourner les juifs de commettre de si lourdes injustices. Sous menace de sanction identique, nous décrétons qu’il convient d’obliger les juifs à s’acquitter envers les églises des dîmes et offrandes qu’elles recevaient des maisons et autres biens avant qu’ils ne soient passés à quelque titre que ce soit entre leurs mains: de telle sorte que les églises ne soient point lésées. ,

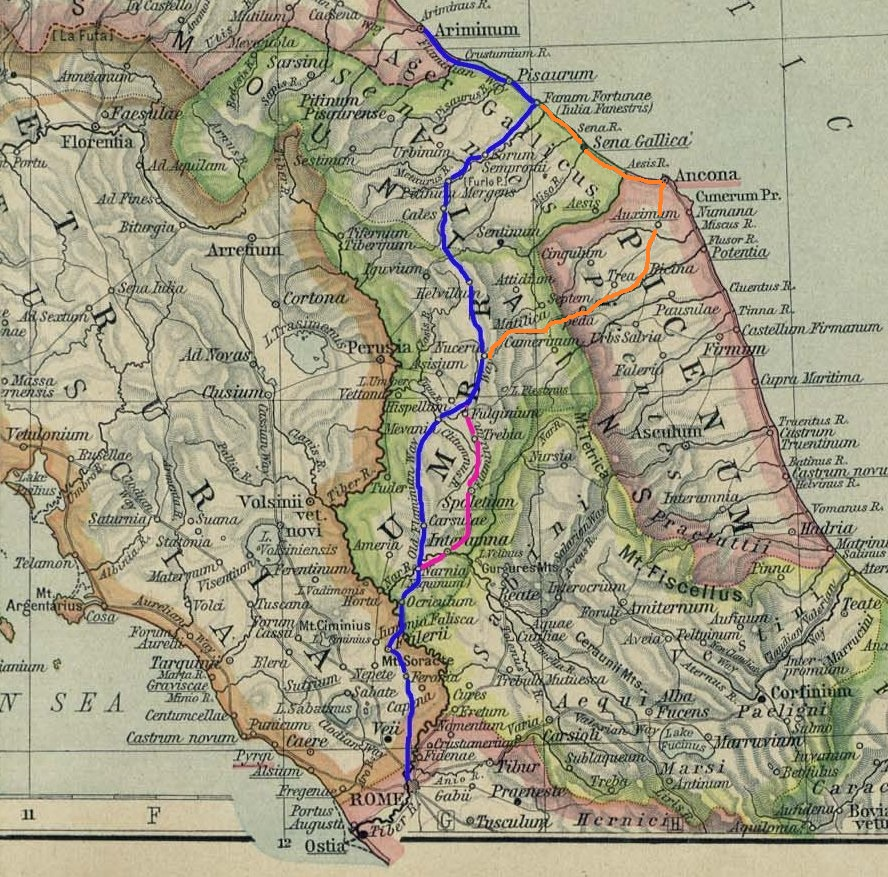
Via Salaria et Via Flaminia

Pendant les siècles suivants, un grand nombre de familles juives romaines quittèrent Rome de leur propre initiative, ou encouragées par l'Église, pour se rendre dans diverses villes ou villages et y établir des bureaux de prêt (ou banchi feneratizi) (avec le propos de remplacer les Chrétiens dans ces affaires). Ils voyagent en choisissant la Via Salaria ou la Via Flaminia, en prenant souvent le nom de leurs compétences commerciales : Orefice, Tessitori, Tintori, Della Seta (Orfèvres, Tisserands, Teinturiers, De la Soie).

### Autres hypothèses
D'autres possibles origines peuvent être imaginées à partir du melting-pot de ces années de troubles :
- Les Juifs ashkénazes viennent des pays d'Europe de langue germanique après la peste noire de 1348 (les communautés juives avaient été accusées d'en être la cause, et pour cette raison leurs membres ont été brûlés vifs). Les individus et les familles qui eurent la chance de survivre partirent vers Venise et Ancône, probablement à cause de la sécurité que leur donnait la proximité de l'eau.
- Les Séfarades (le mot vient de "Espagne", Sepharad en hébreu), partirent d'Espagne en 1492, entamant une longue migration à travers le Portugal et l'Europe du Nord, jusqu'à Livourne, puis plus tard, au XVIe siècle en atteignant les Marches.

## Arrivée à Senigallia

### Chronologie de Senigallia
- 1306: La ville est conquise par Pandolfo Malatesta
- 1355-57: Grâce au Cardinal Albornoz, la ville revient au Vatican
- 1445: Les papes Eugène IV et Nicolas V confirment Sigismondo Pandolfo Malatesta comme vicaire de la ville[3]
- 1459 : propriété exclusive de l'Église, à la suite d'une dette des Malatesta
- 1462 : Malatesta essaye de reconquérir la ville, mais il est défait à la bataille de Cesano par Frédéric de Montefeltro
- 1462-64 : gouvernement de Antonio Piccolomini, puis retour à l'Église
- 1474 : don par le pape Sixte IV à son neveu Jean della Rovere qui devient Seigneur de Senigallia et la paroisse de Mondavio. La ville reste sous les Della Rovere jusqu'en 1631. Décrets contre les Juifs.
- 1493: Jean della Rovere crée la foire de Saint-François
- Mars 1502 : Alexandre VI confirme l'investiture au fils de Jean, alors âgé de douze ans, François Marie Ier Della Rovere
- 31 décembre 1502 : César Borgia, duc de Valentinois, envahit Senigallia
- 31 octobre 1503 : le cardinal Jules Della Rovere est élu pape comme Jules II : César Borgia est emprisonné, et François Marie Ier obtient à nouveau le contrôle de la ville. (Imposition de la rouelle aux Juifs)

Conséquence de la marginalisation de la communauté juive, de nombreuses familles juives quittent Rome dans le XIIIe, XIVe et XVe siècles, pour se rendre dans des villes et villages des Marches. Une liste non exhaustive comprend : Ancône, Ascoli, Barchi, Belforte, Cagli, Camerino, Cingoli, Corinaldo, Fano, Jesi, Macerata, Mondolfo, Mombaroccio, Montefiore, Osimo, Pergola, Pérouse, Pesaro, Recanati, Rimini, Tolentino et Urbino.

### Les trois branches

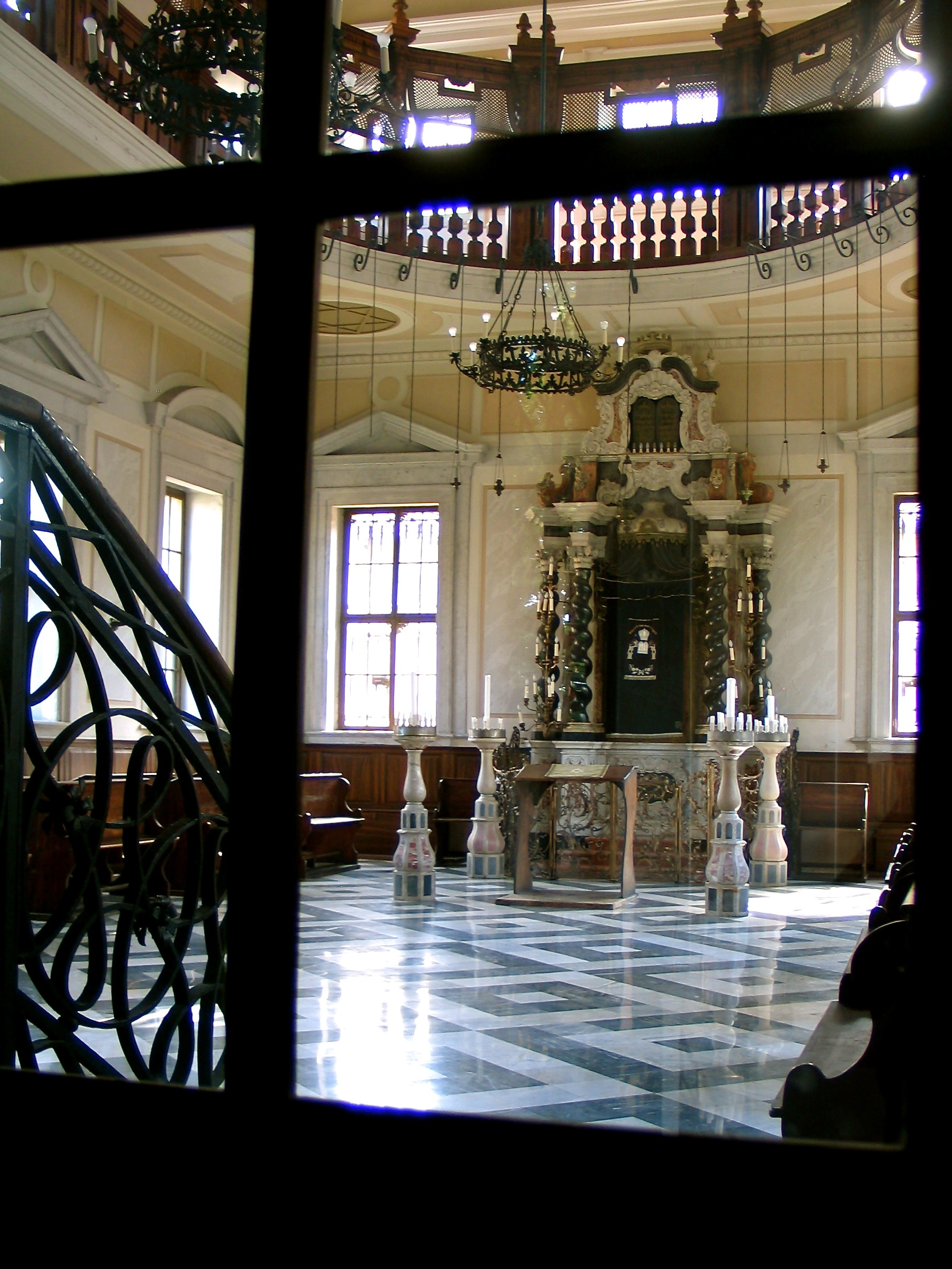
Intérieur de la synagogue de Gorizia. Par concession de l'auteur, Mme Elisabetta Loricchio, présidente de l'association "Amici di Israele - Gorizia"

Parmi ces familles, Leucius mène son groupe à Senigallia, où ils s'établissent. Leucius naquit probablement autour de 1380 EV, et il n'est pas clair quand exactement il s'est déplacé de Rome dans cette nouvelle ville. À la fin du XVe siècle, la famille partit de Senigallia, à la recherche d'un endroit moins dangereux pour vivre.

Un groupe familial s'établit à Mantoue (Daniel et Isac da Senigallia, banquiers à Volta Mantovana)  et un autre, conduit par H'anna'el Graziadio 

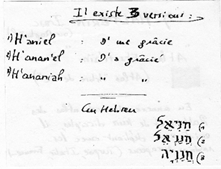
Correspondence entre les noms de Graziadio et H'anna'el

 alla d'abord à Modène, puis plus tard à Scandiano, à cette époque un petit village, non loin de Modène, soumis au duc de Ferrara.
Ils reprennent leurs activités bancaires, et ils se reconstruisent lentement une bonne situation, possédant une maison, une école et une synagogue. En 1656, ils vendent tout à la famille Almansi qui arrive depuis l'Espagne, et les Senigaglia quittent Scandiano.

### Division en branches
À partir de ce moment, la famille se divise en trois branches :
- La première retourne à Modène, et retourne par la suite à Senigallia[7]. Ils changent leur nom en Sinigaglia, du précédent nom Senigaglia.
- La deuxième branche arrive à Lugo : ils deviennent de riches marchands et de célèbres orfèvres. Ils changent également leur nom en Sinigaglia[8]
- La troisième, conduite par Baruch (Benedetto) Senigaglia[9] s'établit à Gorizia, une splendide petite ville située 40 kilomètres au nord de Trieste[10]

## Armoiries

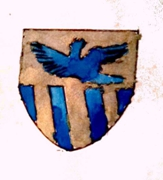
Armoiries de la branche de Lugo

Deux armoiries sont connues : celle de la branche de Lugo (un aigle bleu volant sur fond d'argent)

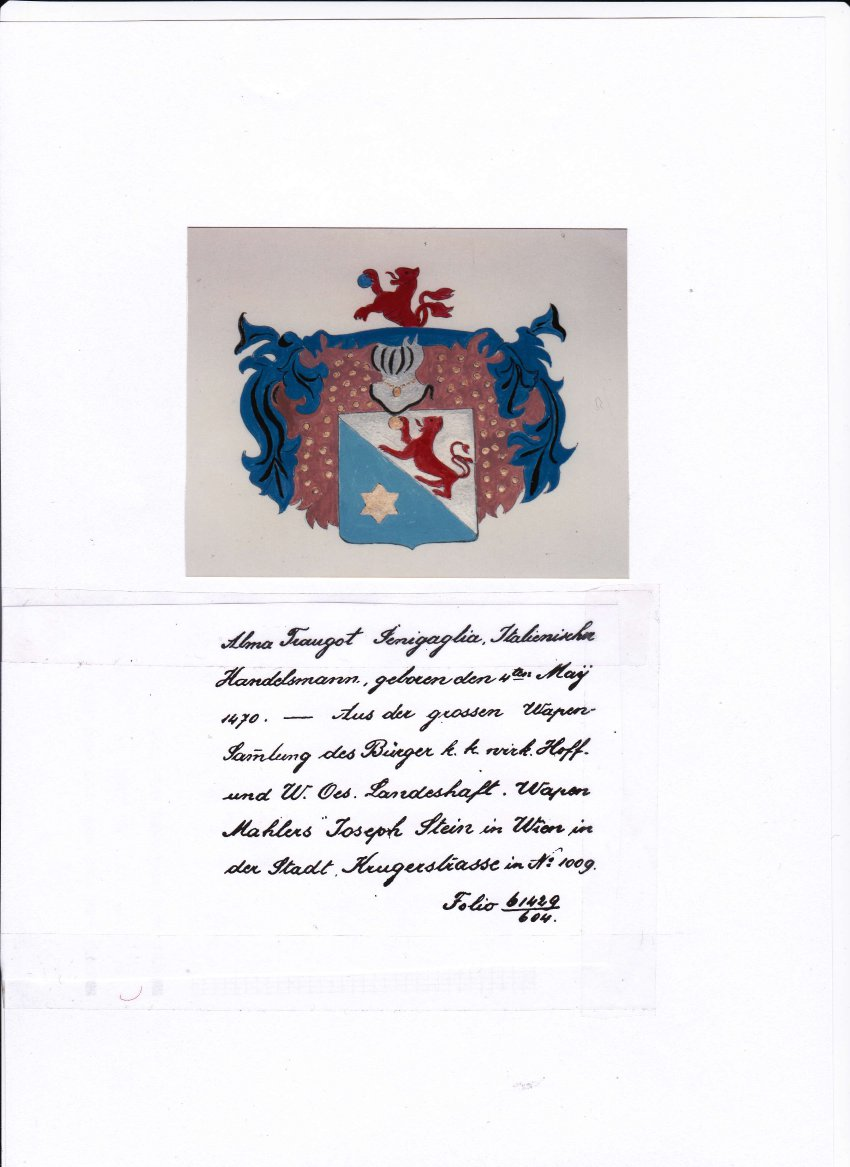
Armoiries de la branche de Gorizia

Les deuxièmes appartiennent à la branche de Gorizia. Les pièces d'or visibles dans la partie rouge des armoiries sont une légende familiale: elles auraient été prêtées à Napoléon, et jamais rendues. En échange de ce prêt, l'Empereur aurait accordé à la famille le droit d'afficher la somme sur leurs armoiries aussi longtemps qu'elle n'aurait pas été rendue.

## Personnalités
- Izchak ben Avigdor da Senigallia (1491), banquier à Volta Mantovana
- Abraham Senigallia (1632), banquier à Volta Mantovana
- Israël Jacob Senigallia, professeur de chirurgie à l'École de médecine de Mantoue (1751-1752)
- Abraham Salomon Senigallia (1715) l'un des trois chefs de Hadashim labakarim (pour les études sacrées)
- Solomon Jedidiah Sinigaglia  fut rabbin et mohel à Scandiano en 1639. Plus tard, il alla à Modène[13].
- Abraham Vita Sinigaglia : rabbin de Modène pendant la première moitié du XVIIIe siècle[13]
- Solomon Jedidiah Sinigaglia : rabbin à Modène pendant le XVIIIe siècle[13]
- Moises Elijah Sinigaglia (1763-1849) rabbin à Modène[13]
- Graziadio Ghedalia Sinigaglia de Lugo. Célèbre orfèvre
- Isaac Sinigaglia, dernier rabbin à Lugo
- Jacob Senigaglia à Gorizia, il gagna un procès contre l'Empire autrichien, obtenant le droit de posséder des maisons et des terrains hors du Ghetto
- Isaac Senigaglia à Gorizia : banquier et commerçant de soie
- Gilberto Senigaglia à Trieste : gynécologue[14].
- Leone Sinigaglia (1868-1944). Compositeur et alpiniste.
- Oscar Sinigaglia (1877-1953). Fondateur de l'industrie sidérurgique italienne[15]